# Sent Julian e lo Vendonés
Sent Julian (en francès Saint-Julien-le-Vendômois) és un municipi francès situat al departament de la Corresa i a la regió de la Nova Aquitània.

## Demografia
| 1962                                       | 1968 | 1975 | 1982 | 1990 | 1999 | 2007 |
| ------------------------------------------ | ---- | ---- | ---- | ---- | ---- | ---- |
| 505                                        | 547  | 448  | 375  | 322  | 307  | 271  |
| Des de 1962: població sense dobles comptes |      |      |      |      |      |      |

## Administració
| Període   | Identitat         | Partit |
| --------- | ----------------- | ------ |
| 2001-2008 | Daniel Lebos      |        |
| 2008-     | Jean-Pierre Nexon |        |